# Casă de târgoveț, birouri ale Institutului Național al Patrimoniului
Casă de târgoveț, birouri ale Institutului Național al Patrimoniului este un monument istoric aflat pe teritoriul municipiului București. Este cunoscută și sub numele Casa Voina, după numele ultimului proprietar înainte de naționalizarea din 1950.
Începând din sec.XVI, Domnia a dat locuri de casă diferiți lor boieri și negustori care aduceau slujbe Domnului și Țării. Aceste locuri au fost date din locurile domnești care plecau de la poalele viei de lângă Curte și au alcătuit pe Podul Beilicului (Calea Șerban Vodă) Mahalaua Slobozia Domnească. În 1…82, Alexandru Coconul, fiul lui Radu Mihnea, înființează aici o “pepinieră de meseriași”- împământenește cioplitori în piatră din Dalmația Venețiană, pentru utilizarea lor la construcția ctitoriei familiei sale de la Radu Vodă. De-a lungul Podului Beilicului, drum pe care veneau trimișii Porții spre a mazili sau înscăuna ”beii” (domnii Țării Românești), s-au mai dezvoltat și alte mahalale: Mahalaua Șerban Vodă, Mahalaua Spiridon Nou, Mahalaua Sf. Ecaterina, Mahalaua Flamandă. Pe acest drum al Beilicului veneau și  negustori de toate neamurile ceea ce a favorizat apariția hanurilor: Hanul Sf. Ecaterina, Caravanseraiul, Hanul Grădișteanu. 
La 1810, Mahalaua Slobozia număra 406 enoriași, fiind a treia ca mărime în București.
La 18 martie 1865 se dă Legea privind canalizarea și rectificarea cursului Dâmboviței, fapt ce va avea implicații majore în evoluția ulterioară a construcțiilor din zonă. În această perioadă de lucrări edilitare și de sistematizare a traseelor unor străzi, se modernizează pavajul de pe Calea Șerban Vodă. 
În 1883, Serviciul Tehnic al Primăriei Comunei București, dă câteva “Regule pentru Construcțiuni din nou în Capitală” precum și “Regule pentru Reparațiuni”. În acest context al evoluției Mahalalei Slobozia din “Podul Beilicului”, precum și în cadrul legislativ fixat prin actele normative enumerate, se încadrează și Casa de Târgoveț de la nr.33. Evoluția casei poate fi determinată prin actele existente în Arhivele Statului: 
- la 23 martie1883, proprietarul casei, Grigore Stănescu, solicita o autorizație pentru eliminarea prispei de la stradă, care iese din aliniere, înlocuirea învelitorii de olane cu una de tablă, modificarea fațadei și efectuarea unor reparații. 
- la 21 iunie 1896, Iuliana și Ecaterina Stănescu, moștenitoarele casei, cer permisiunea primarului de a dărâma și reface zidul de la stradă în vederea unei noi alinieri precum și refacerea zidului dinspre proprietatea vecină la nord. 
- 1775 – 1800 - construcție inițială (cu prispa pe trei laturi) 
- 1883 - modificarea alinierii prin eliminarea prispei de la stradă, modificarea fațadei, schimbarea învelitorii din olane cu una din tablă
- 1896 - refacerea fațadei exterioare prin retragerea zidului de la stradă în vederea noii alinieri, modificându-se astfel și suprafața interioară a casei.